# Gerhard Lauke
Gerhard Lauke (ur. 25 lutego 1952 w Ziltendorfie) – niemiecki kolarz szosowy reprezentujący NRD, brązowy medalista mistrzostw świata.

## Kariera
Największy sukces w karierze Gerhard Lauke osiągnął w 1974 roku, kiedy wspólnie z Hansem-Joachimem Hartnickiem, Karlem-Dietrichem Diersem i Horstem Tischoffem zdobył brązowy medal w drużynowej jeździe na czas na mistrzostwach świata w Montrealu. Był to jednak jedyny medal wywalczony przez niego na międzynarodowej imprezie tej rangi. Na rozgrywanych rok później mistrzostwach świata w Yvoir był szósty w drużynie, a w wyścigu ze startu wspólnego amatorów zajął 42. miejsce. W 1976 roku wystartował na igrzyskach olimpijskich w Montrealu, gdzie reprezentanci NRD z Lauke w składzie zajęli dziesiąte miejsce w drużynowej jeździe na czas, a wyścigu ze startu wspólnego nie ukończył. Ponadto w 1974 roku był trzeci w DDR Rundfahrt, a dwa lata później zajął trzecie miejsce w klasyfikacji generalnej Wyścigu Pokoju.